# シボイガン・レッドスキンズ
シボイガン・レッドスキンズ（Sheboygan Red Skins）は、かつてアメリカ合衆国ウィスコンシン州シボイガンに存在したバスケットボールチーム。1933年に創設され、1951年に解散した。

## 歴史
1933年、地元企業後援の非公式クラブとして創設。1938年、NBLに加盟。1943年、後に殿堂入りするバディ・ジャネットを擁して唯一の優勝を成し遂げた。この年を含め決勝に5度進出するなど、リーグ有数の強豪チームであった。NBLでは11シーズンで199勝182敗（勝率.522）を記録した。
1949年にNBLはBAAと合併してNBAと改称した。レッドスキンズは1949-50シーズンに22勝40敗の成績を残し、プレーオフのディビジョン準決勝で敗退した。シーズン終了後チームはNBAを離れ、新たに結成されたNPBLに加わった。しかしリーグは僅か1年で消滅し、レッドスキンズも同時に解散した。